# Mercedes-Benz OM654 (двигатель)
Mercedes-Benz OM654 — модульный рядный четырёхцилиндровый дизельный двигатель, выпускающийся компанией Mercedes-Benz с 2016 года. Первым автомобилем, оснащённым данным двигателем, стал Mercedes-Benz E220 d (E-класс), начало продаж которого запланировано на весну 2016 года. Производство двигателя налажено на заводе в Штутгарт-Унтертюркхайме, Германия. Является преемником силового агрегата OM651.

## История
Двигатель Mercedes-Benz OM654 был впервые представлен 11 января 2016 года на автосалоне в Детройте. Его установили на автомобиль Mercedes-Benz E220 d.

## Описание
Первой версией двигателя OM654 является DE20 LA с непосредственным впрыском топлива системы Common rail (с давлением впрыска до 2000 бар). Диаметр цилиндра составляет 82 мм, ход поршня равен 92,3 мм, расстояние между цилиндрами — 90 мм. Блок цилиндров, картер двигателя и головки блока цилиндров выполнены из алюминиевого сплава. Поршни изготавливаются из стали. Степень сжатия — 15,5:1. Цилиндры покрыты материалом Nanoslide для снижения трения.
Двигатель оснащается охлаждаемым водой турбокомпрессором с изменяемой геометрией турбины. Кроме того, двигатель включает как рециркуляцию выхлопных газов низкого давления (EGR), так и высокого давления. Уменьшением количества выбросываемых вредных загрязняющих веществ занимается дизельный каталитический нейтрализатор (DOC), дизельный сажевый фильтр (DPF) и система SCR.
На автомобиле Mercedes-Benz Е220 d комбинированной расход топлива двигателя ОМ654 составляет 3.9-4.3 литра на 100 км. Разгон с 0 до 100 км/ч осуществляется за 7,3 секунды. Максимальная скорость составляет 240 км/ч. Выбросы CO2 — 112-102 г/км, что соответствует нормам стандартов Евро-6 и RDE.

### DE20 LA
Вариант DE20 LA имеет рабочий объём в 1950 см3. Мощность двигателя варьируется в зависимости от модификации от 110 кВт (147 л.с.) до 170 кВт (227 л.с.) при 3000–4600 об/мин/

## Технические характеристики

### OM 654 DE 16 G SCR
| Устанавливается на                                                                                                   | Серия   | Дата производства |
| --- | ------- | ----------------- |
| Рабочий объём: 1598 см3, мощность: 90 кВт (122 л.с.) при 3800 об/мин, крутящий момент: 300 Н·м при 1400–2800 об/мин  |         |                   |
| C 180 d | W/S 205 | с 2018            |
| Рабочий объём: 1598 см3, мощность: 118 кВт (160 л.с.) при 3800 об/мин, крутящий момент: 360 Н·м при 1600–2600 об/мин |         |                   |
| C 200 d Механическая трансмиссия                                                                                     | W/S 205 | с 2018            |

### OM 654 DE 20 G SCR
| Устанавливается на | Серия           | Дата производства   |
| --- | --------------- | ------------------- |
| Рабочий объём: 1950 см3, мощность: 110 кВт (150 л.с.) при 3200-4800 об/мин, крутящий момент: 360 Н·м при 1400–2800 об/мин |                 |                     |
| C 200 d Automatik | W/S 205         | с 2018              |
| E 200 d | W/S 213         | с 07/2016           |
| Рабочий объём: 1950 см3, мощность: 143 кВт (194 л.с.) при 3800 об/мин, крутящий момент: 400 Н·м при 1600–2800 об/мин      |                 |                     |
| C 220 d | W/S 205         | с 04/2018           |
| E 220 d | W/S 213 A/C 238 | с 04/2016 с 12/2016 |
| Рабочий объём: 1950 см³, мощность: 180 кВт (245 л.с.) при 4200/мин, крутящий момент: 500 Н·м при 1600–2400/мин            |                 |                     |
| E 300 d | W/S 213         | c 02/2018           |
| CLS 300 d | C 257           | c 04/2018           |
| C 300 d | W/S 205         | c 07/2018           |